# وگنر
وگنر یک نام خانوادگی آلمانی‌ست. افراد شاخص با این نام عبارت‌اند از:
- آلفرد وگنر دانشمند و زمین‌شناس آلمانی
- آرمین وگنر پزشک نظامی آلمانی که به‌خاطر جمع‌آوری تصاویر و اخبار نسل‌کشی ارامنه در جنگ جهانی اول و اعتراض به کشتار یهودیان در جنگ جهانی دوم شهرت دارد